# Celis brewery

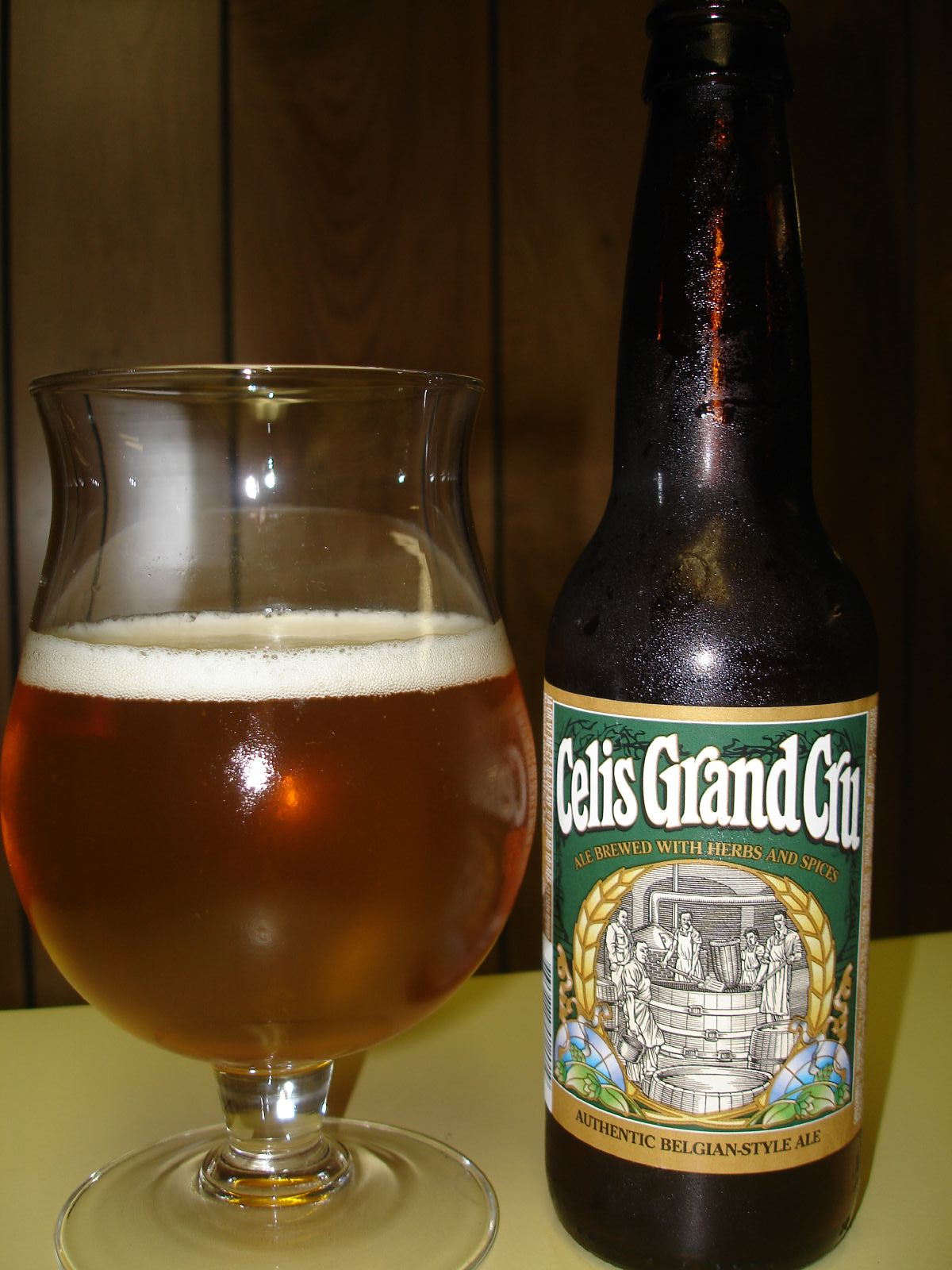
Celis Grand Cru, een Authentic Belgian-syle Ale van de Michigan Brewing Company

Celis brewery is een brouwerij die van 1992 tot 2001 gevestigd was in Austin (Texas) en daar sinds 2017 opnieuw actief is. 

## Geschiedenis
De brouwerij werd in het begin van de jaren negentig gesticht door de Belgische bierbrouwer Pierre Celis, van de Brouwerij De Kluis in Hoegaarden.
Celis brouwde in de Verenigde Staten verder op het succes van de Witte van Hoegaarden, en lanceerde op 27 april 1992 de Celis White, de Celis Grand Cru en de Celis Dubbel.
Pierre Celis verhuisde nooit naar Austin. Zijn dochter Christine en (destijds) echtgenoot Peter Camps, die de dagelijkse leiding van de brouwerij op zich namen, verhuisden wel naar Texas.
De Celis brewery was gevestigd in een klein gebouw in het noordoosten van Austin, aan de highways US 290 en I-35. De productie piekte bij 22.000 barrels per jaar. De brouwerij, waarin circa 11 miljoen dollar werd geïnvesteerd, had een productiecapaciteit van 23.000 barrels. Om beter op de Amerikaanse smaak in te spelen werden de Celis Raspberry, de Celis Pale Bock en de Pale Rider Ale (een bier genoemd naar de Clint Eastwood-film) aan het gamma toegevoegd. Toch bleef de financiële situatie dermate zwak, dat Celis kapitaal nodig had. De brouwerij Miller kocht zich in 1995 in in de brouwerij en regelde voortaan de distributie. Celis klaagde evenwel over de hoge administratieve kost die Miller ten laste van de brouwerij legde, en de kostenreductie, onder meer door geen Tsjechische hop meer te importeren. De verkoop zakte, en de brouwerij viel terug tot een jaarproductie van 15.000 barrels. In 1998, na een termijn van drie jaar had Pierre Celis de optie de aandelen terug te kopen of de brouwerij volledig te verkopen aan Miller voor een vooraf onderhandelde prijs. Hij koos ervoor te verkopen. Miller sloot nadien in 2000 de brouwerij en baseerde deze beslissing op een te lage winstmarge bij de verkoop van de betrokken merken. De laatste levering aan de Amerikaanse markt vond plaats in februari 2001.

## Merknaam Celis
De Michigan Brewing Company, een in 1996 opgerichte brouwerij, kocht evenwel de volledige brouwerij-infrastructuur (koperen brouwketels, een koriandermolen, maischenvaten, de laboratorium uitrusting, etc.) en de merknaam Celis van Miller. De volledige uitrusting werd van Austin met 27 vrachtwagens overgebracht naar Webberville (Michigan) en Michigan Brewing Company herbegon distributie van Celis White en Celis Pale Bock in december 2002. De twee bieren werden nog aangevuld met Celis Raspberry en Celis Grand Cru.
In juni 2012 slaagde dochter Christine Celis erin de merknaam Celis Brewery terug in handen te krijgen. In 2017 opende ze in Austin opnieuw de Celis Brewery, waar ze onder meer Celis White weer volgens het oorspronkelijke recept brouwt.
- Virtual International Authority File: 316732406